# Argynnis butleri
Argynnis butleri är en fjärilsart som beskrevs av Edwards 1883. Argynnis butleri ingår i släktet Argynnis och familjen praktfjärilar. Inga underarter finns listade i Catalogue of Life.